# Langwieser Viadukt
Der Langwieser Viadukt ist eine einspurige Eisenbahnbrücke der Rhätischen Bahn (RhB) bei Langwies, Gemeinde Arosa, im Kanton Graubünden in der Schweiz.

## Lage und Beschreibung
Der Viadukt ist Teil der schmalspurigen Bahnstrecke Chur–Arosa. Er führt unmittelbar hinter dem Bahnhof Langwies vom unteren Ende der Unter Wis in südwestlicher Richtung zum südöstlichen Ende des Mittleren Prätschwaldes und quert in einer Höhe von 62 m  die Plessur sowie den Sapüner-Fondeierbach. Das 284 m  lange Bauwerk ist die mit Abstand grösste Brücke der RhB. Sie zählt als Kulturgut von nationaler Bedeutung zu den bekanntesten Brücken der Schweiz und fand als erste betonierte Eisenbahnbrücke dieser Grösse weltweite Beachtung. Als kleiner Bruder des Langwieser Viadukts gilt – wenn auch technisch anders ausgeführt – der ca. 1,8 km talabwärts liegende Gründjitobel-Viadukt mit 85 m Spannweite und 139 m Länge.

## Geschichte

### Allgemeines
Die Linie von Chur zum hochgelegenen Kurort Arosa war – abgesehen von der Vereinalinie von Klosters ins Engadin – die letzte Strecke des heutigen RhB-Netzes, die gebaut wurde. Sie wurde zwischen 1912 und 1914 von der privaten Aktiengesellschaft Chur-Arosa Bahn (ChA) realisiert. Diese fusionierte aus finanziellen Gründen 1942 mit der RhB, wie auch die Bellinzona-Mesocco-Bahn und – ein Jahr später – die Berninabahn. Die Bahnlinie ist 26 Kilometer lang und überwindet einen Höhenunterschied von 1154 Metern. Sie ist aufgrund des schwierigen Terrains im Schanfigg mit 19 Tunnels und 52 Brücken äusserst reich an Kunstbauten. Wie bei den kurz zuvor errichteten Bahnlinien des RhB-Stammnetzes stellte man hohe architektonische Ansprüche an die Gestaltung der Hoch- und Kunstbauten. Um die Plessur bei Langwies zu überbrücken, bedurfte es eines grossen Bauwerks. Obwohl die Planer auch die Variante eines Bahnhofs oben in Langwies Platz geprüft hatten – um damit den Fluss weiter hinten im Aroser Tal zu überqueren – wurde die Linienführung mit "grosser Brücke" gewählt.
Der Oberingenieur des Bahnbaus, Gustav Bener, wollte, wo immer möglich, die Brücken und Stützmauern in einheimischem Naturstein ausführen. Eiserne oder betonierte Brücken sollten nur da errichtet werden, wo wegen der Flussprofile oder mangelnden Tragfähigkeit des Baugrundes steinerne Gewölbe nicht in Frage kamen oder wo gute Bausteine fehlten. Letzteres war in Langwies der Fall. Das obere Schanfigg besteht aus mächtigen Moränenablagerungen; Sand und Kies sind reichlich vorhanden, geeignete Bausteine hingegen Mangelware. Allerdings wäre selbst bei ausreichenden Steinvorräten die hohe und lange Brücke als Steinkonstruktion nur mit sehr grossem Aufwand zu bauen gewesen. Eine eiserne Konstruktion hätte über die kurvenreiche und steile Schanfiggerstrasse von Chur her nur in kurzen Teilstücken und mit hohem finanziellen Aufwand transportiert werden können. Aus diesen Gründen zwangen die herrschenden Verhältnisse geradezu zum Stahlbetonbau.

### Organisation der Baustelle und Bauablauf

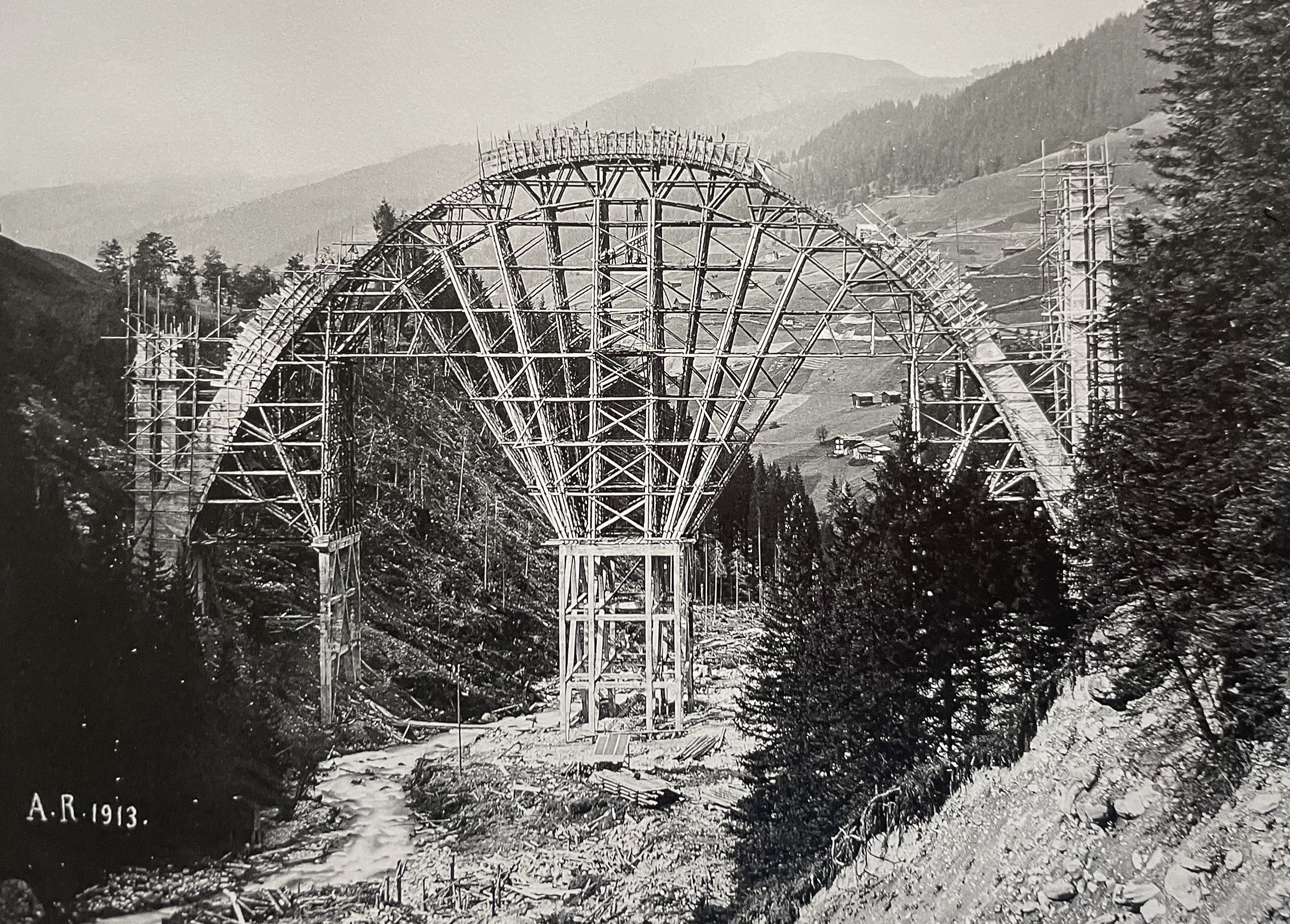
Lehrgerüst von Richard Coray

Der Auftrag zur Planung und Ausführung des Viadukts wurde bereits vor der Gründung der Bahngesellschaft, Anfang Juli 1912, an die schweizerisch-deutsche Firma Züblin & Cie. in Basel und Strassburg erteilt. Aufgrund der Kühnheit und Neuartigkeit des Bauwerkes sah man von einer öffentlichen Auftragsvergabe ab und wandte sich direkt an ein Ingenieurbüro, dem man die erfolgreiche Realisierung eines solchen Vorhabens zutraute; die Bauleitung hatte für die Erstellung der Brücke ganz besondere Garantievorgaben festgelegt, mit einer Haftungsdauer von zehn Jahren für Arbeit und Material. Züblin erhielt darüber hinaus auch den Zuschlag für den Bau des Bahnabschnitts Palätsch-Langwies. Der Gesamtleiter für Planung und Bau des Viadukts war Ingenieur Hermann Schürch. Der Entwurf und die statischen Berechnungen erfolgten unter Karl Arnstein im technischen Büro in Strassburg. Die Bauleitung hatte Ingenieur J. Müller inne, assistiert von den örtlichen Ingenieur-Bauführern A. Zwygart und J. Fleury.

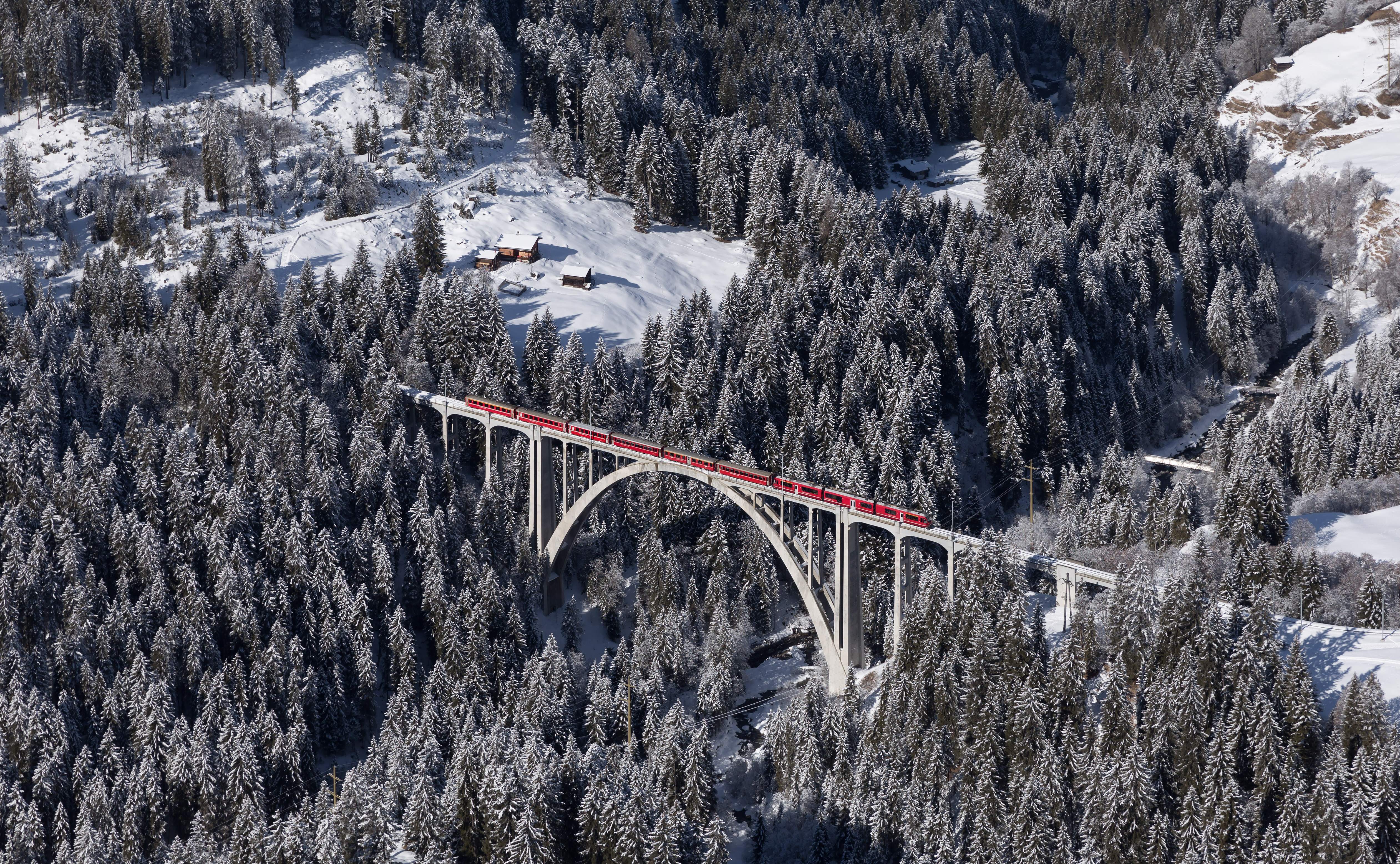
Ein RhB ABe 8/12 Triebzug auf dem Langwieser Viadukt, Ansicht vom Rongg. Gut sichtbar der dreiteilige Konstruktionsaufbau

Im September 1912 begannen die Baustelleneinrichtung und der Fundamentaushub. Von Chur her liess sich die abgelegene Baustelle nur mit Pferdefuhren über die Strasse versorgen. Ein Pferdezug mit vier Pferden konnte dabei eine maximale Last von 2,5 Tonnen transportieren, sodass zum Bau der Brücke insgesamt rund 1000 Fuhren notwendig waren. Jede dieser Fahrten nahm anderthalb Tage in Anspruch. Der beauftragte Fuhrhalter Thomann konstruierte eigens ein Gestell, das von den Wagen aus über die Pferde nach vorn reichte. So konnten die langen Armierungseisen geladen und für den Transport fixiert werden. Als Installationsplatz diente das Planum der künftigen Station Langwies, das über eine Seilbahn von der höher gelegenen Strasse aus erschlossen wurde. Es mussten grosse Vorräte an Zement und Bewehrungsstahl angelegt werden, da zeitweise der tägliche Verbrauch auf der Baustelle doppelt so gross war wie die mögliche Zufuhr. Für die Stromversorgung erstellte man eigens eine dreieinhalb Kilometer lange, provisorische Hochspannungsleitung vom Maschinenhaus in da Bünst des Elektrizitätswerks Arosa zum Bauplatz her. Weiter installierte man vor Ort eine eigene Telefonanlage. Die Brückenbaustelle selbst wurde mit einem 340 m  weit gespannten Kabelkran bedient. Die Ingenieure regelten den Arbeitsablauf durch ein präzise ausgearbeitetes grafisches Bauprogramm, aus dem die Anzahl benötigter Arbeiter und die Materialflüsse ersichtlich waren.
Der frühe Wintereinbruch im Oktober 1912 verzögerte die im Bereich der Bogenwiderlager mehrere Bauetappen umfassenden Fundierungsarbeiten. Ab Anfang April 1913 konnten die Arbeiten weitergeführt werden. Bis zum Sommer waren die Gründungen fertiggestellt, worauf die Pfeiler und Träger der Seitenöffnungen der Langwieser Seite betoniert werden konnten. Anfang September 1913 wurde das hölzerne Lehrgerüst für den Hauptbogen fertiggestellt, sodass letzterer bereits einen Monat später vollständig betoniert war. 1914 erstellte man abschliessend die Fahrbahn über dem Bogen und die Seitenöffnungen der Aroser Seite. Im Oktober 1914 bestand die Brücke den Abschlusstest: Sie senkte sich bei der Belastung mit einer Dampflokomotive und drei schwer beladenen Güterwagen um weniger als einen Millimeter. Der Bau verschlang insgesamt 250 Tonnen Armierungseisen und 7469 m³ Beton, infolge der Mehrkubaturen der Fundamente 2608 m³ mehr, als zunächst vorgesehen. Die Gesamtkosten beliefen sich ohne Haldenverstärkung und Oberbau auf über CHF 625'000.

## Technische Ausführung

### Überblick: Dreiteilige, monolithische, elastische Konstruktion
Der Viadukt besteht neben den Langwieser und Aroser Seitenöffnungen aus der dazwischenliegenden 100 Meter weiten Hauptöffnung mit grossem Bogen. Die Teile sind durch offene Fugen in der Fahrbahn getrennt. Die Doppelpfeiler über den Bogenwiderlagern führen diese Trennung bis über die Fundamente weiter. Die Fugen erlauben eine zwängungsarme Verformung des Bauwerks unter Temperaturschwankungen und Schwinden. Wie eine elastische Feder reagiert der Bogen darauf und hebt und senkt sich entsprechend in seinem mittleren Teil um rund zwei Zentimeter zwischen Sommer und Winter. Die drei voneinander getrennten Teilstücke der Fahrbahn sind je an einer Stelle in Längsrichtung der Brücke horizontal gehalten. Für die Fahrbahn der Hauptöffnung liegt diese an der Verbindung zum Bogenscheitel; jene der Aroser Seitenöffnungen ist im Widerlager, diejenige der Langwieser Seite im mächtigen Gruppenpfeiler fixiert. Das Mass der Längenänderung der Fahrbahn nimmt mit zunehmender Entfernung von diesen Festpunkten zu. Die Pfeiler werden mit wachsender Distanz höher und damit elastischer. Die höchsten Pfeiler für alle drei Fahrbahnabschnitte sind die Doppelpfeiler, und hier sind die Längenänderungen der Fahrbahn am grössten. Diese Proportionalität von Fahrbahnbewegung und Pfeilerhöhe ist eine der wesentlichen konzeptionellen Eigenheiten des Langwieser Viadukts. Sie erlaubt es, weitgehend auf Gelenke und Lager zu verzichten. Die daraus resultierende monolithische Bauweise gilt bis heute im Betonbau als anzustrebendes Ideal, da Lagerkonstruktionen und Fahrbahnübergänge bei mangelndem Unterhalt mögliche Schwachstellen sein könnten.

### Hauptbogen

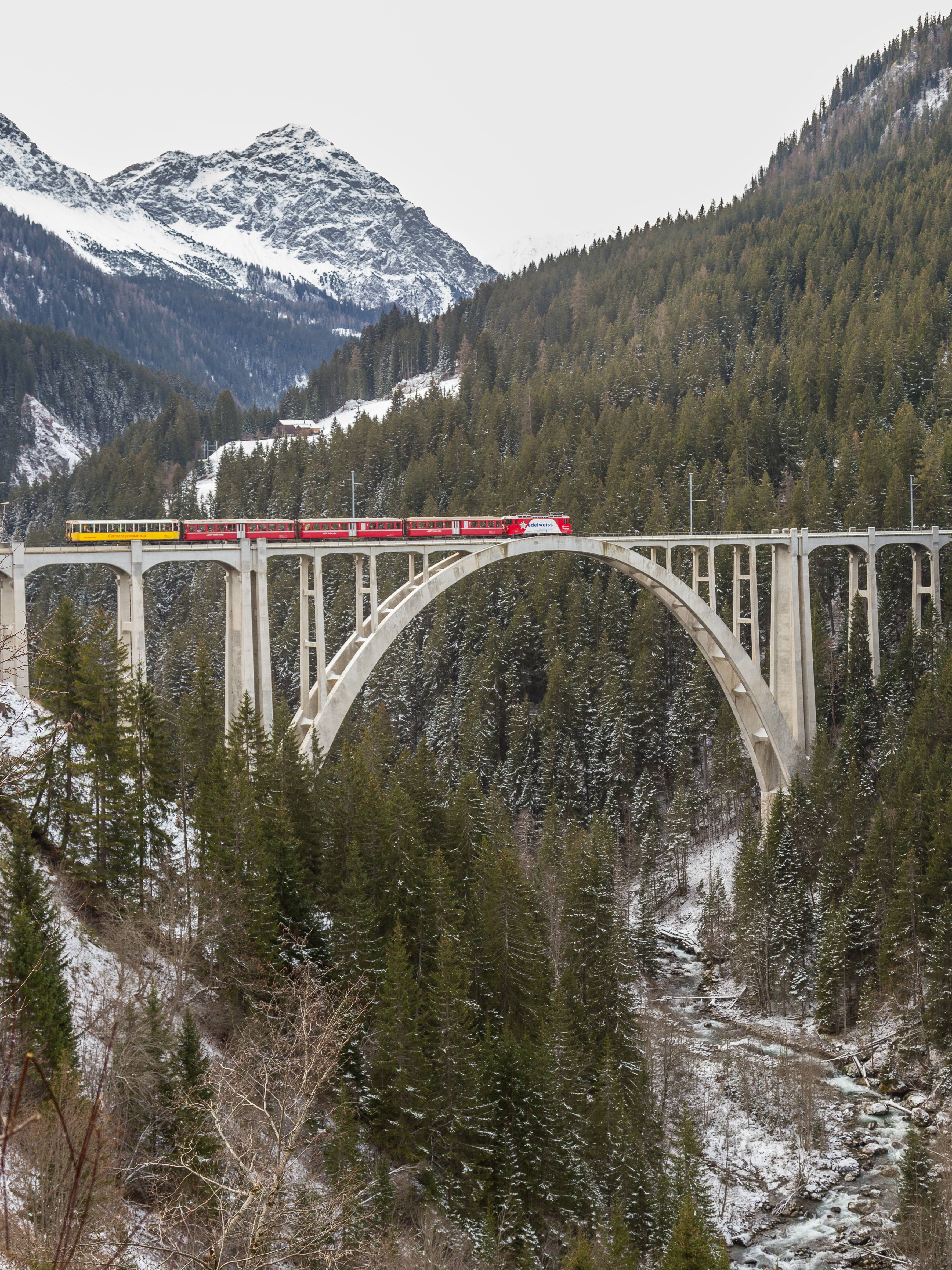
Regionalzug auf dem Langwieser Viadukt.

Eine zweite Besonderheit des Langwieser Viadukts ist die Ausbildung des Bogens. Es handelt sich um einen eingespannten Bogen aus zwei hochkant gestellten Rippen. Diese Anordnung war zur Bauzeit ungewöhnlich. Die Bogenrippen sind untereinander mit sechzehn starken Querriegeln verbunden. Das Ganze bildet einen gekrümmten Vierendeelträger, der die seitliche Stabilität des Mittelteils gewährleistet. Die damals übliche Bauweise mit einer einzigen breiten Bogenplatte – einem liegenden Rechteckquerschnitt wie etwa beim  Gründjitobel-Viadukt – hätte wegen der vergleichsweise hohen Eisenbahnlasten und der daraus resultierenden Biegebeanspruchung des Bogens eine ungewöhnlich starke Platte ergeben und damit zu einem unwirtschaftlich schweren Bogen geführt. Die im Vergleich zu dieser Ausbildung viel steiferen Bogenrippen mit hochkant gestellten Rechteckquerschnitten hätten zwar bei einem flacheren Bogen zu hohen Zwängungsspannungen infolge Temperaturschwankungen geführt; da der Langwieser Bogen jedoch eine im Verhältnis zur Spannweite grosse Pfeilhöhe aufweist, fallen diese Zusatzbeanspruchungen nicht wesentlich ins Gewicht. Das von den Ingenieuren angestrebte Ziel einer gelenklosen monolithischen Bauweise hat damit die Wahl der Bogengeometrie und des Querschnitts mitbestimmt.

### Gestaltung der Einzelteile

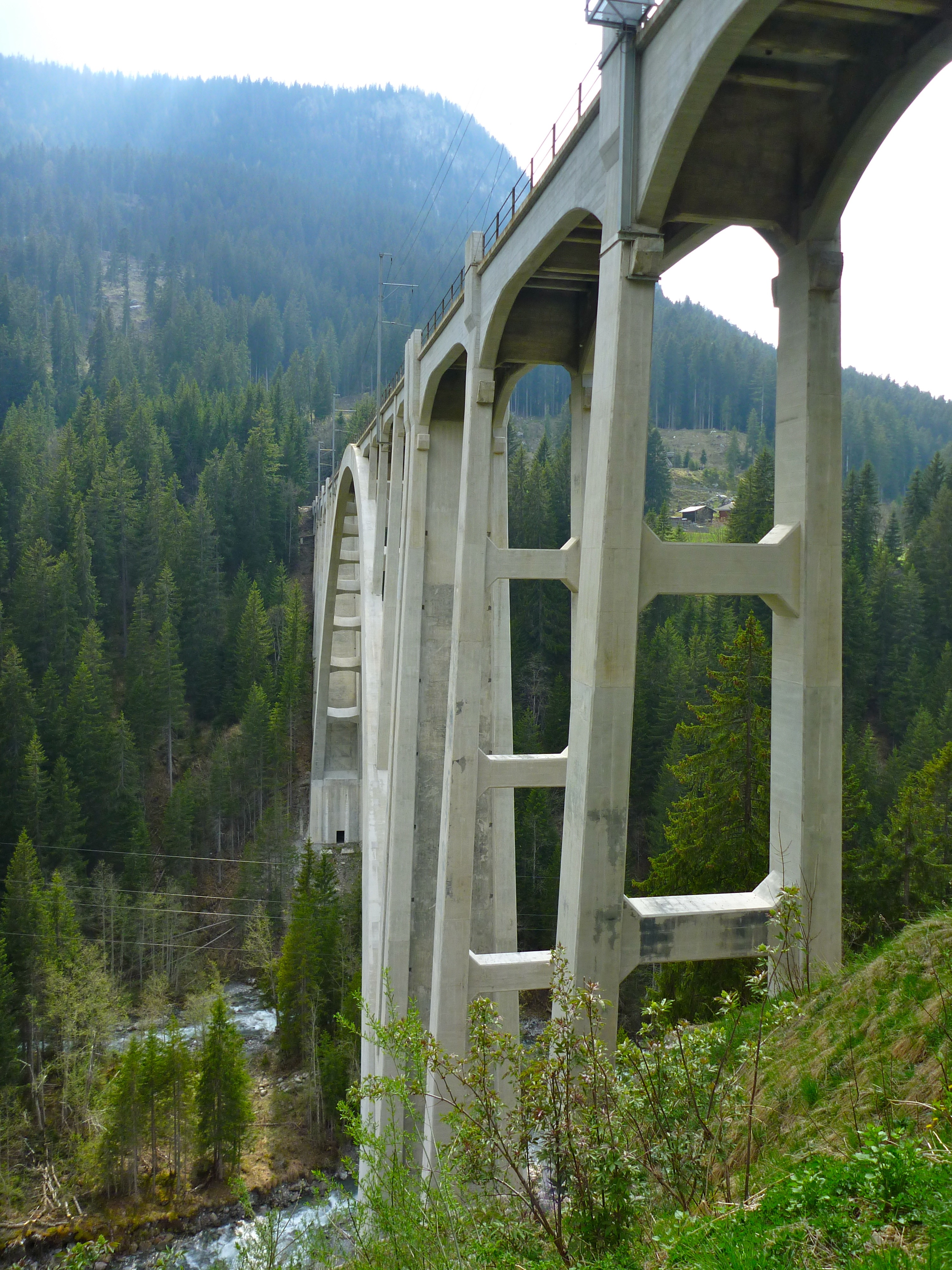
Der Unterbau Richtung Prätschwald

Die Gestaltung der Einzelteile des Viadukts entspricht den übergeordneten konzeptionellen Vorgaben. Dies betrifft zunächst die Aufnahme der seitlichen Windeinwirkungen. Die Fahrbahn wirkt als horizontaler Träger zur Aufnahme der Windkräfte. Die rund vier Meter breite Fahrbahnplatte ist zusammen mit den unterstützenden Längsrippen als Träger quer zur Brückenachse wesentlich steifer als in vertikaler Richtung. Da zudem die Einwirkungen der Windkräfte geringer sind als die vertikal wirkenden Verkehrslasten, kann der Fahrbahnträger in horizontaler Richtung viel grössere Spannweiten als die Pfeilerabstände überbrücken. So stützen sich die Fahrbahnträger der Seitenöffnungen in Querrichtung nur auf die Endwiderlager, respektive den Langwieser Gruppenpfeiler, und die äusseren Doppelpfeiler über den Widerlagern ab. Der Fahrbahnträger über dem Bogen leitet die Windlasten zu den inneren Doppelpfeilern und zum Bogenscheitel. Infolgedessen zeigen die Pfeiler in Querrichtung ganz unterschiedliche Ausbildungen: Die stabilisierenden Doppelpfeiler besitzen in Querrichtung starke vollwandige Scheiben, während die übrigen Pfeiler – ähnlich wie der Bogen, nur viel schlanker – in zwei Stiele und Querriegel aufgelöst sind. Sie leiten die Windkräfte nach unten und oben ab und werden vom Fahrbahnträger in Querrichtung gestützt. Im Bogenscheitel werden die beiden Bogenrippen über die Fahrbahn hochgeführt, wodurch auf eine längere Strecke eine gute und sichere Verbindung der beiden Bogenrippen entsteht. Dabei handelt es sich um eine konstruktive Eigenheit des Langwieser Viadukts, die sich bei keiner vergleichbaren Brücke findet.

### Lehrgerüst
Für das Lehrgerüst des Hauptbogens wurden 800 Kubikmeter Stammholz der nahen Wälder verbraucht. Der riesige Holzfächer war ein weiteres imposantes Werk des Triner Zimmermeisters Richard Coray. Planung und Bau des Gerüstes erforderten von allen Beteiligten äusserste Präzision. Am 15. Mai 1913 wurde mit seiner Errichtung begonnen, die Fertigstellung gelang bereits am 6. September des gleichen Jahres. Die Konstruktion des Lehrgerüsts basierte auf dem Prinzip der kürzesten Kraftableitung. Um das Wirken der Kräfte gleichmässig auf das Gerüst zu verteilen, begann das Betonieren nicht nur von beiden Seiten, sondern auch am Scheitel des Gewölbes. Das Gewicht des frisch betonierten Bogens wurde über die Rundholzstrahlen des Fächers in die ebenfalls betonierten Gerüsttürme abgeleitet. Die dabei festgestellten tatsächlichen Verformungen des Gerüsts waren wesentlich geringer als die vorausberechneten, da das Gerüst über seine Kranzhölzer gleichzeitig ein Bogentragwerk bildete, das den zentralen Fächer entlastete. Nach dem Zusammenschluss des Bogens am 6. Oktober 1913 blieb das Lehrgerüst noch bis zur vollständigen Fertigstellung der Brücke am 1. Juli 1914 stehen. Die drei Gerüsttürme wurden nach dem Rückbau des Fächers gesprengt, einige Betonreste hiervon sind noch heute in der Plessur zu finden. Ein Modell des Lehrgerüsts befand sich bis 1959 im Eisenbahnmuseum in Zürich.

## Brückenbauerische und architektonische Bedeutung des Viadukts

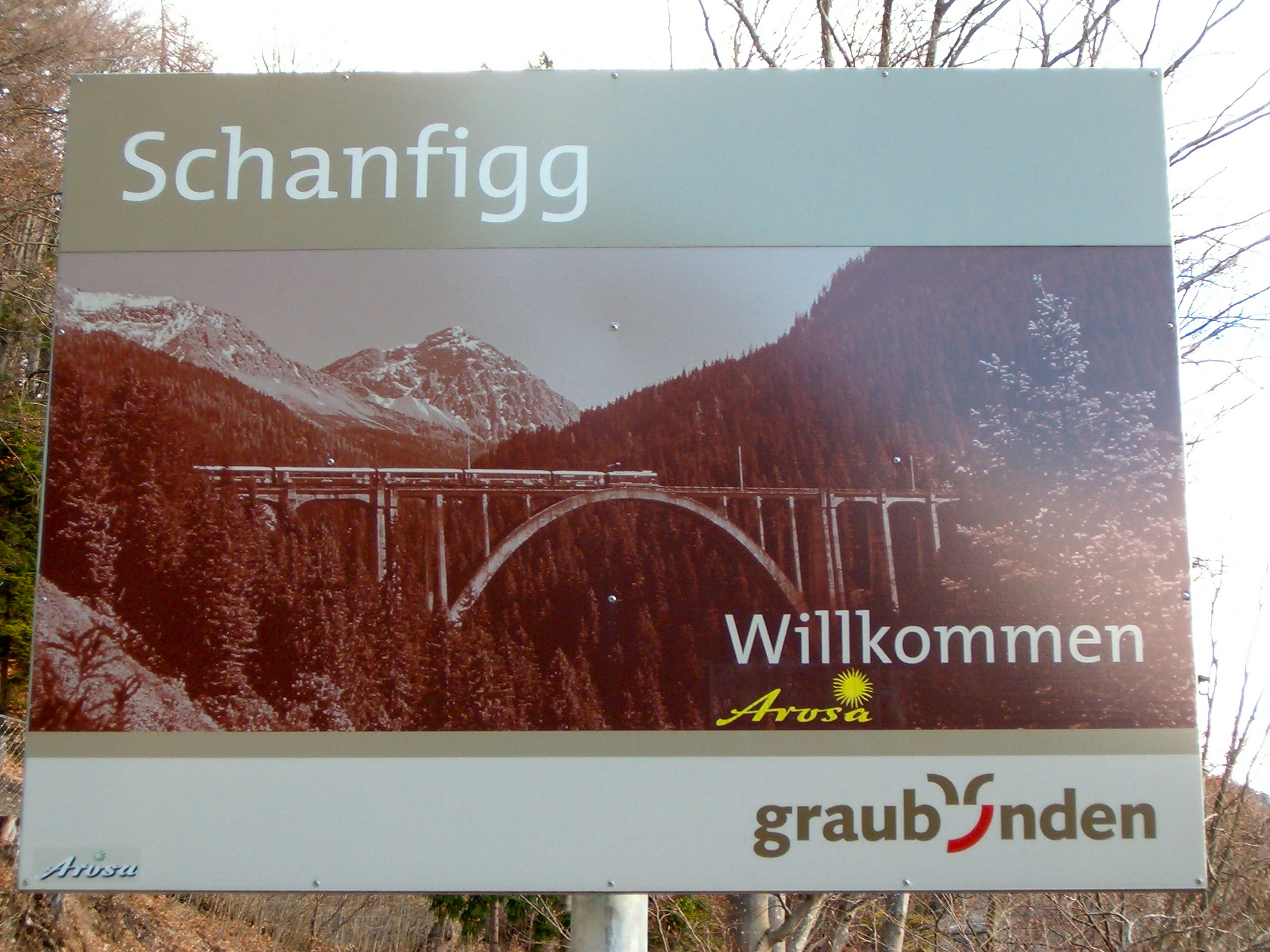
Langwieser Viadukt als Wahrzeichen und Werbeträger der Ferienregion Arosa-Schanfigg

Der Langwieser Viadukt war bei seiner Errichtung die weitestgespannte Eisenbahnbrücke der Welt. Er wurde sofort zu einem sehr populären, oft fotografierten Bauwerk und zum Wahrzeichen der Talschaft Schanfigg. Dabei ist die architektonische Behandlung so einfach als möglich gehalten und besteht im Wesentlichen aus den kleinen Vorsprüngen an den Pfeilerköpfen. Als der Viadukt entworfen wurde, zeichneten sich zwei Konstruktionsweisen für Bogenbrücken in Eisenbeton ab, die sich bis heute parallel weiterentwickelten. Das eine Prinzip basiert auf tragenden Scheiben und Platten (Maillart-Menn-Linie), das andere (in der Schweiz vor allem von Alexandre Sarrasin vertretene) verwendet wie der Langwieser Viadukt für den Bogen stabförmige Elemente.
Beide Konstruktionsprinzipien sind durch das Material Stahlbeton ausgelöste Neuerungen. Mit ihnen befreite sich der Stahlbeton gewissermassen von den Vorbildern der gemauerten Bogenbrücken. Von letzteren besitzen etwa der Wiesener- und der Soliser Viadukt einige formale Ähnlichkeiten mit dem Langwieser Viadukt. Diese stilistische Verwandtschaft ist nicht primär technisch begründet, sondern liegt vor allem in der Wahl der 100-Meter-Spannweite und der grossen Pfeilhöhe: Laut Schürch wäre in Langwies ein flacherer, weiter gespannter Bogen wirtschaftlicher gewesen, man habe aber den Ablauf des aufwändigen Bewilligungsverfahrens beim Schweizerischen Eisenbahndepartement nicht zusätzlich durch ein allzu starkes Abweichen von bestehenden Spannweiten erschweren wollen. Da die Aufsichtsbehörde auch so die Spannweite zu weit fand, wurden Pläne gezeichnet, auf denen sie mit 98 oder 99 Metern angegeben ist.

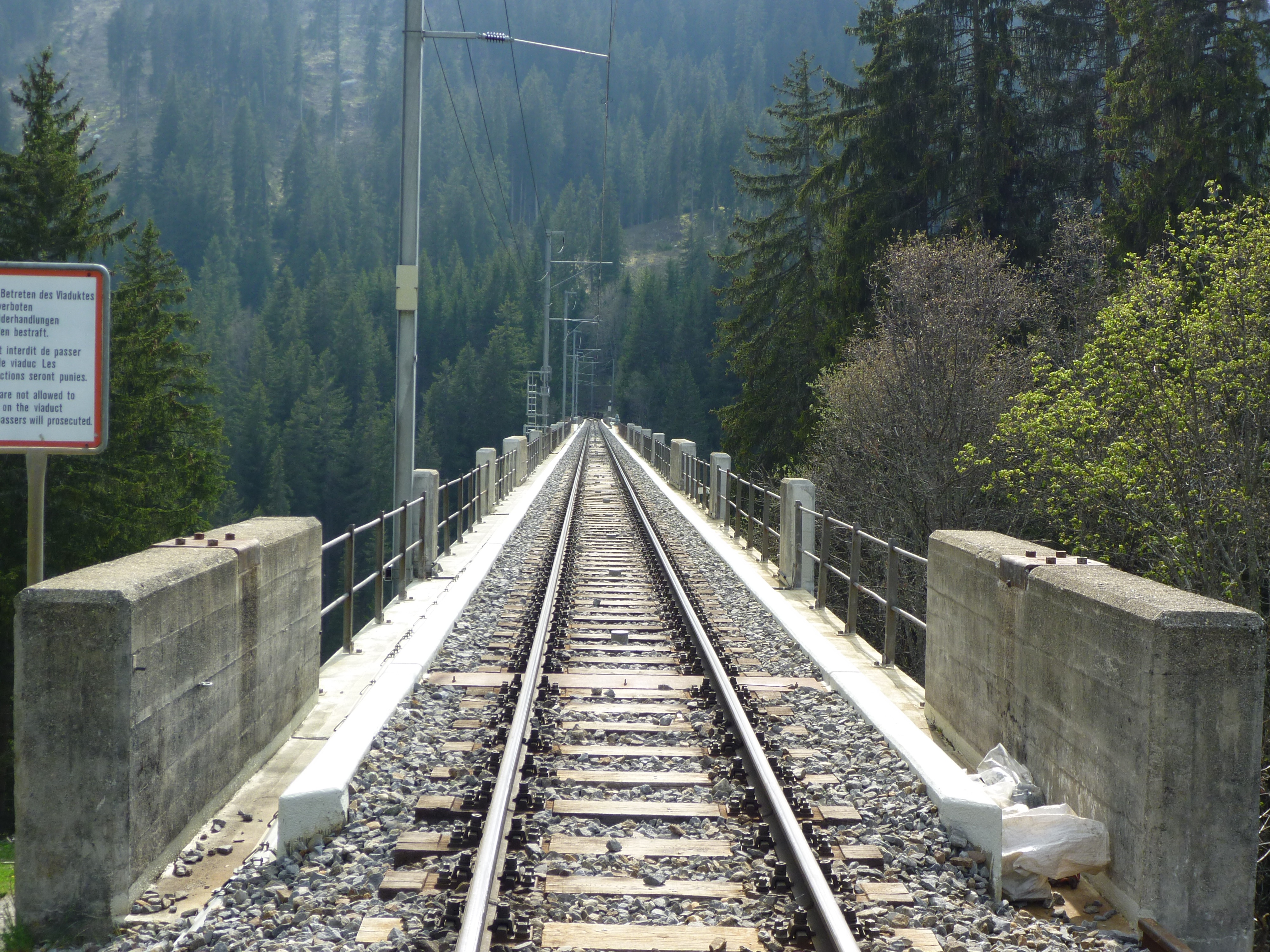
Die von Feuerwehrmann Wellauer zurückgelegte Strecke

1908 erbaute die Firma Züblin an der ungarischen Eisenbahnlinie Fogaras-Kronstadt beim Schinkatal in Siebenbürgen zum ersten Mal zwei über obenliegende Fahrbahnen verfügende Eisenbetonbrücken mit stabförmigen Rippen. Diese Werke wurden zu den eigentlichen Prototypen für den Langwieser Viadukt. Die grössere dieser beiden Brücken besitzt eine Spannweite von "lediglich" 60 Metern, was zeigt, dass der Langwieser Viadukt tatsächlich einen Durchbruch des Bogenrippensystems im Grossbrückenbau bedeutete. Er fehlt deshalb in kaum einem Lehrbuch über Stahlbetonbrücken.

## Varia
Am 21. Februar 1983 überquerte der Aroser Feuerwehrmann Werner Wellauer vom Bahnhof Langwies aus die Brücke mit einem Löschlastwagen, um zu einem in Flammen stehenden Wohnhaus im Mittler Prätschwald zu gelangen. Trotz dieser gewagten Intervention brannte das Gebäude mangels genügender Löschwassermenge bis auf die Grundmauern nieder, und da Wellauer das Fahrzeug am Ort des Geschehens nicht wenden konnte, musste er die Rückfahrt über den Viadukt im Rückwärtsgang hinter sich bringen.

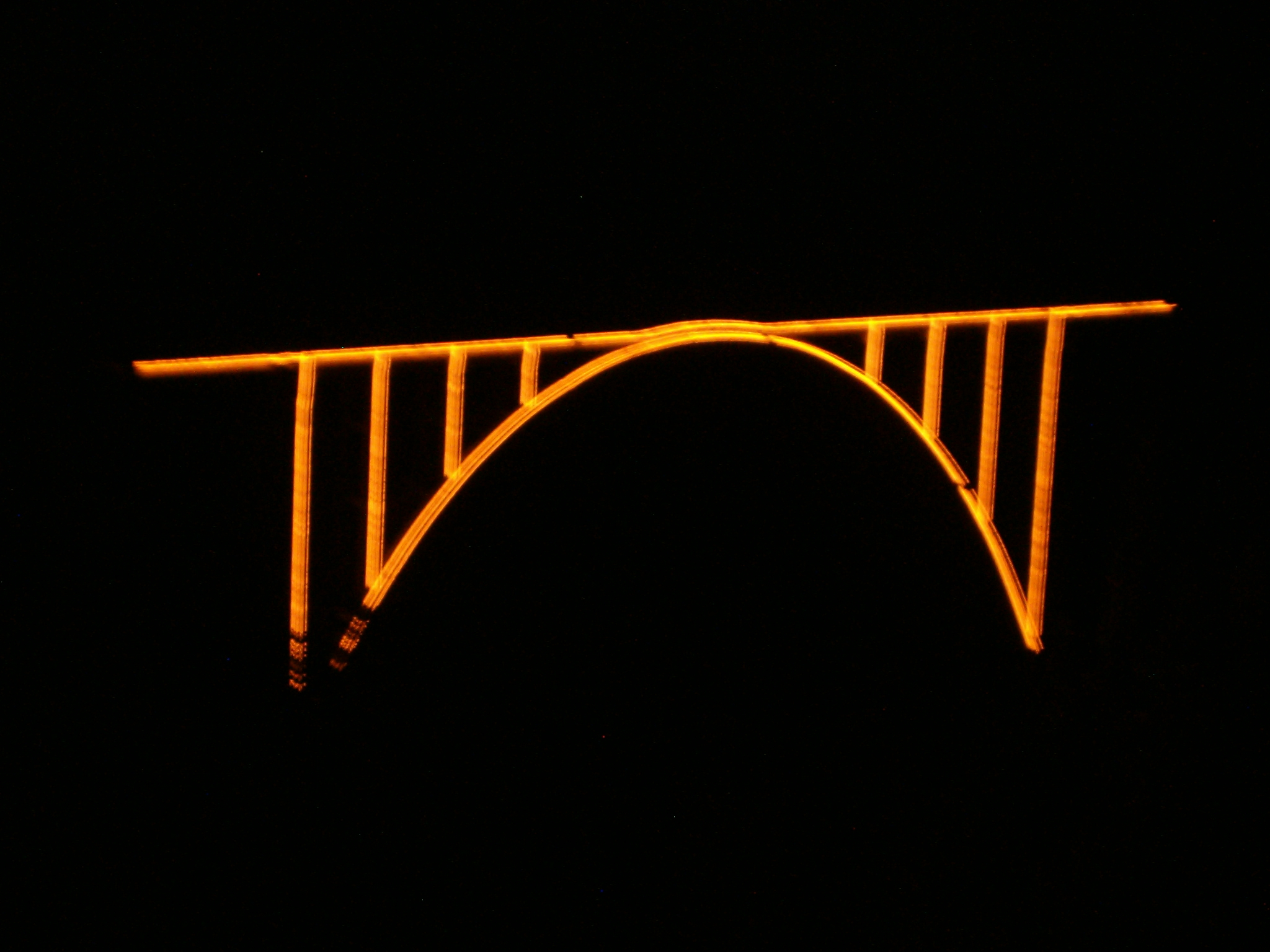
Viadukt mit Winterbeleuchtung

Anlässlich der Feier zum 75-jährigen Jubiläum der Arosabahn 1989 seilte sich Florenz Schaffner, Aroser Kurdirektor und Initiant des Arosa Humor-Festivals, unter der Anleitung von Bergführern vom Langwieser Viadukt ab. Dabei führte er für die bei der Feuerstelle am Sapünerbach wartende Festgemeinde einen Geburtstagskuchen sowie eine grosse Arosa-Fahne mit sich.
Seit dem 100-Jahr-Jubiläum von Arosa Energie 1997/98 wird der Viadukt auf Initiative von Andy Kollegger, dem damaligen Direktor des Unternehmens, während der Wintersaison nachts beleuchtet, anfänglich durch hunderte am Bauwerk angebrachte, die Brückensilhouette nachbildende Glühlampen, später durch Lichtbänder. Die Brücke verfügt über keinen Ausleger für Fussgänger und ist somit für eine entsprechende Benützung gesperrt.